# Colin van Gool
Colin van Gool (Eindhoven, 10 februari 1995) is een Nederlandse voetballer die bij voorkeur als middenvelder speelt. Hij stroomde in 2013 door vanuit de jeugd van Helmond Sport.

## Clubcarrière
Van Gool doorliep de jeugdopleiding van Helmond Sport en zat tijdens het seizoen 2012/13 al eens als wisselspeler op de bank bij de Helmonders. Vanwege het samenwerkingsband tussen VVV-Venlo en Helmond Sport in de jeugdopleiding, kon VVV-trainer René Trost in het seizoen 2013/14 ook een beroep doen op de middenvelder van de A1 van de 
voetbalacademie VVV/Helmond Sport. Op 21 maart 2014 maakte Van Gool zijn competitiedebuut in het betaalde voetbal tijdens de thuiswedstrijd van VVV tegen FC Oss (3-2), als invaller voor Selman Sevinç.
Na afloop van het seizoen keerde Van Gool terug naar Helmond Sport, waar hij nog twee jaar deel uitmaakte van de selectie maar weinig speeltijd kreeg. Met ingang van het seizoen 2016/17 maakte hij een overstap naar Canterbury United dat uitkomt in de hoogste klasse van Nieuw-Zeeland. In 2017 ging hij voor Christchurch United spelen. In april 2018 keerde hij naar Nederland terug, waar hij bij de amateurs van RKSV Nuenen aansloot.

### Statistieken
| Seizoen         | Club              | Competitie       | Competitie | Competitie | Beker | Beker | Playoffs | Playoffs | Totaal | Totaal |
| Seizoen         | Club              | Competitie       | Wed.       | Dlp.       | Wed.  | Dlp.  | Wed.     | Dlp.     | Wed.   | Dlp.   |
| --------------- | ----------------- | ---------------- | ---------- | ---------- | ----- | ----- | -------- | -------- | ------ | ------ |
| 2013/14         | Helmond Sport     | Eerste divisie   | 0          | 0          | 0     | 0     | –        | –        | 0      | 0      |
| 2013/14         | → VVV-Venlo       | Eerste divisie   | 1          | 0          | 0     | 0     | 0        | 0        | 1      | 0      |
| 2014/15         | Helmond Sport     | Eerste divisie   | 1          | 0          | 0     | 0     | –        | –        | 1      | 0      |
| 2015/16         | Helmond Sport     | Eerste divisie   | 2          | 0          | 0     | 0     | –        | –        | 2      | 0      |
| 2016/17         | Canterbury United | NZFC Premiership | 17         | 0          | 0     | 0     | –        | –        | 17     | 0      |
| Carrière totaal | Carrière totaal   | Carrière totaal  | 21         | 0          | 0     | 0     | 0        | 0        | 21     | 0      |